# A letter (The Cats)
A letter is een lied van The Cats uit 1971. Het werd geschreven door Piet Veerman en John Möring. Er verschenen meerdere versies van het nummer.
In 1971 kwam er een Engelstalige versie te staan op het album Cats aglow, het eerste album waarop elk nummer geheel of gedeeltelijk werd geschreven door een Cat. Deze versie verscheen later nog op minimaal acht verzamelalbums, waaronder Collected (2014).
In 1972 kwam het ook uit in Duitsland onder de titel Der Brief. Het verscheen op de B-kant van Du bist mein Zuhaus (vertaling van She's on her own door Otto Maske, alias John Möring) en maakte verder nog deel uit van hun Duitse elpee Katzen-spiele. Deze versie kwam later nog op de albums Deutsche Originalaufnahmen (1976) en Starportrait (1992) te staan.
Vervolgens kwam het in de Verenigde Staten in 1973 (in Nederland in 1974) nog eens in een geremasterde versie terug op Love in your eyes. Dit werk werd geproduceerd door Al Capps.
Het nummer is een klassieker gebleken. In 2013 kwam het op nummer 98 terecht van de Volendammer Top 1000, een eenmalige all-timelijst die in 2013 door luisteraars van 17 Noord-Hollandse radio- en tv-stations werd samengesteld.
Terwijl de zanger zijn relatie al een tijd uit heeft, denkt hij nog steeds aan haar. Hij probeert elke dag te bellen omdat hij er nog een keer over wil praten. Hij heeft haar echter niet kunnen bereiken en schrijft haar daarom een brief.